# Chiodos
Chiodos est un groupe de post-hardcore américain, originaire de Davison, dans le Michigan. Ils ont fait partie du Rockstar Taste of Chaos 2007 avec Saosin, The Used, Thirty Seconds to Mars, Senses Fail, Aiden et Evaline. Formé en 2001, le groupe se nomme initialement The Chiodos Bros, en hommage aux frères et réalisateurs Stephen, Charles, et Edward Chiodo, responsables du film Killer Klowns from Outer Space.
Chiodos publie son premier album, intitulé All's Well That Ends Well, le 26 juillet 2005. Leur deuxième album, Bone Palace Ballet, est publié en Amérique du Nord le 4 septembre 2007 et débute cinquième du Billboard 200 et premier des Independent Albums. Warner Bros. Records publie Bone Palace Ballet le 26 janvier 2009, au Royaume-Uni,,. Leur troisième album, Illuminaudio, en 2010. Le groupe publie son quatrième et dernier album, Devil le 1er avril 2014, qui marque le retour du chanteur Craig Owens et du batteur Derrick Frost.

## Biographie

### Débuts etAll's Well that Ends Well(2001–2005)
Les premiers membres de Chiodos se rencontrent et se forment (sous le nom The Chiodos Brothers) pendant leurs études dans leur lycée à Davison, dans le Michigan, en 2001. Initialement, ils jouent au Flint Local 432, dans le Downtown Flint. Le Flint Local 432 aidera à populariser d'autres groupes du genre comme The Swellers, Cheap Girls, et Empty Orchestra.
Le groupe change de nom dans les années qui suivent pour Chiodos après la sortie de trois EP, un par an jusqu'en 2004, année durant laquelle ils écrivent leur premier album, All's Well that Ends Well. Ce premier album est publié le 26 juillet 2005 au label Equal Vision Records. Il atteint la troisième place du Billboard Top Heatseekers et la 64e place du Billboard 200.

### Bone Palace Ballet(2006–2009)
Chiodos tourne en tête d'affiche jouant quelques concerts, et participant à la tournée Invisible Sideshow de l'Alternative Press d'Armor for Sleep,. Après cette tournée, ils jouent en soutien à Matchbook Romance lors de la tournée Take Action de Sub City Records au printemps 2006. Cet été, ils tournent avec Fear Before the March of Flames, et apparaissent au Warped Tour.
À la fin de 2006, Chiodos joue au World Championship Tour d'Atreyu aux côtés de From First to Last, Every Time I Die, 3 et 36 Crazyfists. Chiodos tourne avec Linkin Park et Coheed and Cambria au début de 2008,. Le groupe tourne aussi avec Nine Inch Nails et Alice in Chains en Australie au début de 2009. Ils jouent au Warped Tour 2009 avec The Devil Wears Prada, Bad Religion, Silverstein, Saosin et Underoath. Le 24 septembre 2009, le groupe annonce le départ du chanteur Craig Owens.

### Illuminaudio(2010–2013)

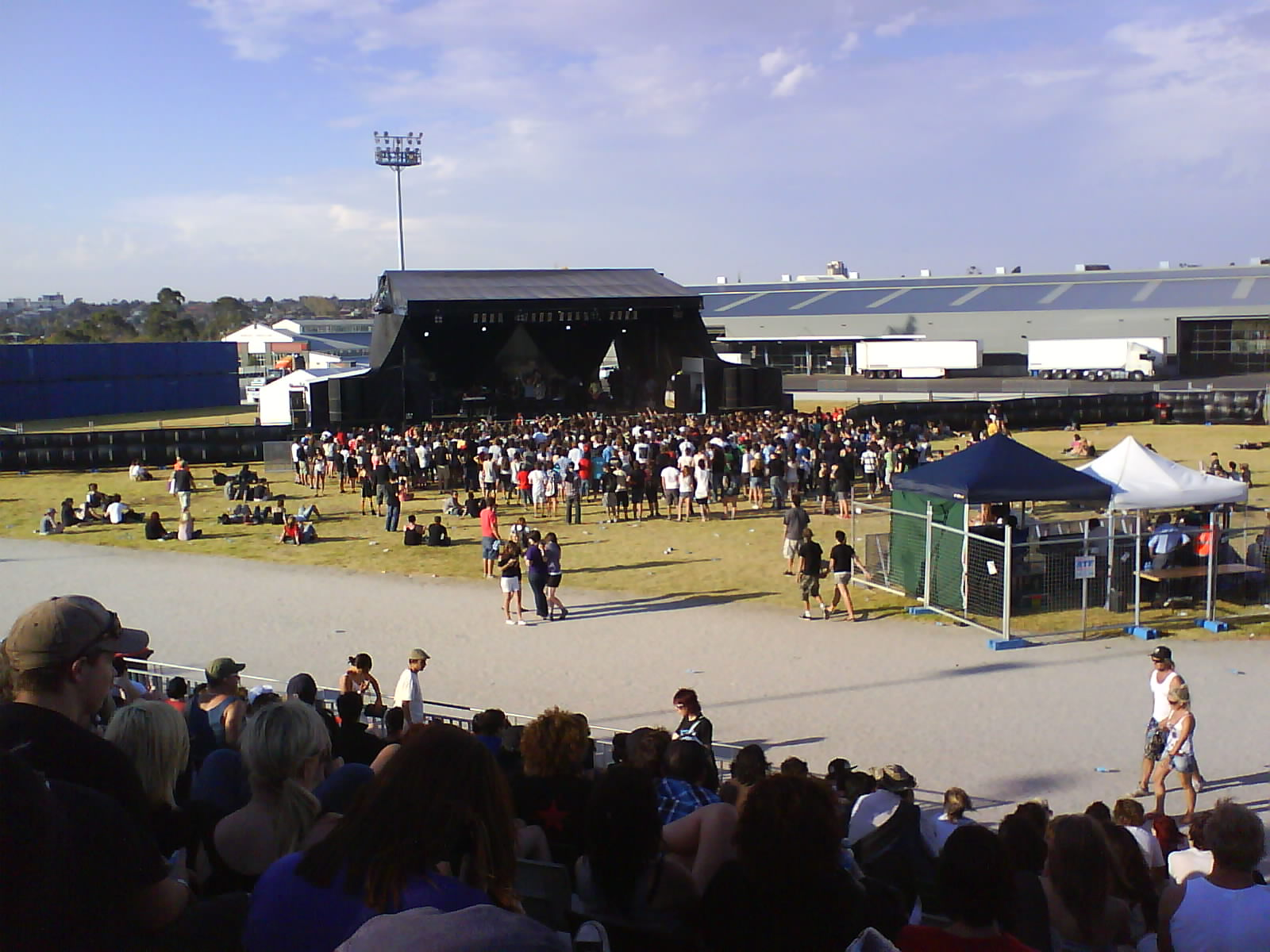
Chiodos au festival Soundwave, à Melbourne, en 2009.

Le 1er février 2010, le groupe annonce l'enregistrement d'un troisième album avec le producteur, Machine. Ils entrent en studio avec Bell, Jason Hale (guitare), Pat McManaman (guitare), Matt Goddard (basse), et le batteur, Tanner Wayne (ex-Underminded, ex-Scary Kids Scaring Kids). Le groupe garde l'identité de son nouveau chanteur jusqu'à leur prestation au festival Bamboozle où Alternative Press dévoile qu'il s'agit du chanteur de Yesterdays Rising, Brandon Bolmer. En mai, Alternative Press, le groupe annonce le départ de Derrick Frost. Owens quitte lui aussi le groupe.
Le 9 juin 2010, une démo avec Owens au chant est publiée sur Internet, intitulée Thermacare. La démo est enregistrée en septembre, avant le départ d'Owens.

### Devilet séparation (2013–2016)
Le 15 mai 2013, Razor and Tie annonce la signature de Chiodos,. Le 21 juin 2013, sur le chemin du Warped Tour de Pomona The Fall of Troy, ils annoncent un quatrième album .
Le 11 septembre 2013, le groupe entre au Dreamland Studio de Woodstock, NY, avec le producteur David Bottrill.
En 2016, le groupe se sépare.

## Membres

### Derniers membres
- Craig Owens - chant (2001-2009, 2012-2016)
- Bradley Bell - piano, chant (2001-2016)
- Pat McManaman - guitare rythmique (2001-2016)
- Thomas Erake - guitare (2013-2016)
- Matt Goddard - basse (2001-2016)
- Derrick Frost - batterie (2004-2009, 2012-2016)

### Anciens membres
- Brandon Bolmer - chant (2010-2012)
- Tanner Wayne - batterie (2010-2012)
- Crosby Clark - batterie (2002–2004)
- Chip Kelly - guitare (2003–2004)
- Dane Spencer - guitare (2002–2003)
- Mike Catalano - batterie (2009)

## Discographie

### Albums studio
- 2005 : All's Well that Ends Well (édition deluxe en 2006)
- 2007 : Bone Palace Ballet
- 2010 : Illuminaudio
- 2014 : Devil

### EP
- 2001 : The Chiodos Brothers
- 2002 : The Best Way to Ruin Your Life
- 2003 : The Heartless Control Everything